# استانیسلاو لیزینسکی
استانیسلاو لیزینسکی (لیتوانیایی: Stanislovas Leščinskis; ملقب به استانیسلائوس اول، پادشاه سابق لهستان، دوک اعظم لیتوانی و از اعضای امپراتوری مقدس روم ۲۰ اکتبر ۱۶۷۷ – ۲۳ فوریهٔ ۱۷۶۶) اهل فرانسه بود. 
در سال ۱۷۰۹ که چارلز در جنگ پلتاوا از روس ها شکست خورد به امپراتوری عثمانی تبعید شد. نتیجه این تبعید، این بود که استانیسلاو تمام حامیان خود را از دست داد. آگوستوس دوم به پادشاهی لهستان رسید و استانیسلاو به آلزاس در فرانسه پناه آورد. در سال ۱۷۲۵ نیز دختر وی ماری با لوئی پانزدهم ازدواج کرد.
در نانسی فرانسه میدان استانیسلاو به نام وی نام گذاری شده است.